# Кабо
Кабо (кат. Cabó) — муніципалітет, розташований в Автономній області Каталонія, в Іспанії. Знаходиться у районі (кумарці) Алт Уржель провінції Лєйда, згідно з новою адміністративною реформою перебуватиме у складі Баґарії (округи) Ал Пірінеу і Аран.

## Населення
Населення міста (у 2007 р.) становить 104 особи (з них менше 14 років — 5,8%, від 15 до 64 — 59,6%, понад 65 років — 34,6%). У 2006 р. народжуваність склала 2 особи, смертність — 2 особи, зареєстровано 1 шлюб. У 2001 р. активне населення становило 46 осіб, з них безробітних — 1 особа.

Серед осіб, які проживали на території міста у 2001 р., 113 народилися в Каталонії (з них 104 особи у тому самому районі, або кумарці), 1 особа приїхала з інших областей Іспанії, а 3 особи приїхали з-за кордону. 

Університетську освіту має 6,3% усього населення. 

У 2001 р. нараховувалося 42 домогосподарства (з них 31% складалися з однієї особи, 21,4% з двох осіб,16,7% з 3 осіб, 11,9% з 4 осіб, 11,9% з 5 осіб, 2,4% з 6 осіб, 4,8% з 7 осіб, 0% з 8 осіб і 0% з 9 і більше осіб).

Активне населення міста у 2001 р. працювало у таких сферах діяльності : у сільському господарстві — 53,3%, у промисловості — 17,8%, на будівництві — 2,2% і у сфері обслуговування — 26,7%. 

 У муніципалітеті або у власному районі (кумарці) працює 26 осіб, поза районом — 19 осіб.

### Безробіття
У 2007 р. нараховувалося 1 безробітний (у 2006 р. — 2 безробітних), з них чоловіки становили 100%, а жінки — 0%.

## Економіка

### Підприємства міста

#### Промислові підприємства
| \| Промислові підприємства міста, за сферою діяльності \| Промислові підприємства міста, за сферою діяльності \| Промислові підприємства міста, за сферою діяльності \| \| Рік \| 2002 р. \| 2001 р. \| \| --------------------------------------------------- \| --------------------------------------------------- \| --------------------------------------------------- \| \| Енергетичні та водні ресурси \| *% \| *% \| \| Хімія та метали \| *% \| *% \| \| Переробка металів \| *% \| *% \| \| Продукти харчування \| *% \| *% \| \| Текстиль \| *% \| *% \| \| Виробництво меблів, видання \| *% \| *% \| \| Інше \| *% \| *% \| \| Усього підприємств \| 0 \| 0 \| |         |         |
| Промислові підприємства міста, за сферою діяльності |         |         |
| Рік | 2002 р. | 2001 р. |
| Енергетичні та водні ресурси | *%      | *%      |
| Хімія та метали | *%      | *%      |
| Переробка металів | *%      | *%      |
| Продукти харчування | *%      | *%      |
| Текстиль | *%      | *%      |
| Виробництво меблів, видання | *%      | *%      |
| Інше | *%      | *%      |
| Усього підприємств | 0       | 0       |

#### Роздрібна торгівля
| \| Підприємства роздрібної торгівлі міста, за сферою діяльності \| Підприємства роздрібної торгівлі міста, за сферою діяльності \| Підприємства роздрібної торгівлі міста, за сферою діяльності \| \| Рік \| 2002 р. \| 2001 р. \| \| ------------------------------------------------------------ \| ------------------------------------------------------------ \| ------------------------------------------------------------ \| \| Продукти харчування \| *% \| *% \| \| Одяг та взуття \| *% \| *% \| \| Товари для дому \| *% \| *% \| \| Книги та періодичні видання \| *% \| *% \| \| Промислова хімічна продукція \| *% \| *% \| \| Продукція, пов'язана з транспортними засобами \| *% \| *% \| \| Інше \| *% \| *% \| \| Усього підприємств \| 0 \| 0 \| |         |         |
| Підприємства роздрібної торгівлі міста, за сферою діяльності |         |         |
| Рік | 2002 р. | 2001 р. |
| Продукти харчування | *%      | *%      |
| Одяг та взуття | *%      | *%      |
| Товари для дому | *%      | *%      |
| Книги та періодичні видання | *%      | *%      |
| Промислова хімічна продукція | *%      | *%      |
| Продукція, пов'язана з транспортними засобами | *%      | *%      |
| Інше | *%      | *%      |
| Усього підприємств | 0       | 0       |

#### Сфера послуг
| \| Підприємства міста, що працюють у сфері послуг, за діяльністю \| Підприємства міста, що працюють у сфері послуг, за діяльністю \| Підприємства міста, що працюють у сфері послуг, за діяльністю \| \| Рік \| 2002 р. \| 2001 р. \| \| ------------------------------------------------------------- \| ------------------------------------------------------------- \| ------------------------------------------------------------- \| \| Гуртова торгівля \| 0% \| 0% \| \| Готелі та готельний бізнес \| 100% \| 100% \| \| Транспорт та зв'язок \| 0% \| 0% \| \| Посередницькі фінансові послуги \| 0% \| 0% \| \| Послуги підприємствам \| 0% \| 0% \| \| Послуги фізичним особам \| 0% \| 0% \| \| Нерухомість та ін. \| 0% \| 0% \| \| Усього підприємств \| 2 \| 1 \| |         |         |
| Підприємства міста, що працюють у сфері послуг, за діяльністю |         |         |
| Рік | 2002 р. | 2001 р. |
| Гуртова торгівля | 0%      | 0%      |
| Готелі та готельний бізнес | 100%    | 100%    |
| Транспорт та зв'язок | 0%      | 0%      |
| Посередницькі фінансові послуги | 0%      | 0%      |
| Послуги підприємствам | 0%      | 0%      |
| Послуги фізичним особам | 0%      | 0%      |
| Нерухомість та ін. | 0%      | 0%      |
| Усього підприємств | 2       | 1       |

## Житловий фонд
У 2001 р. 0% усіх родин (домогосподарств) мали житло метражем до 59 м2, 26,2% — від 60 до 89 м2, 23,8% — від 90 до 119 м2 і
50% — понад 120 м2.

З усіх будівель у 2001 р. 14,6% було одноповерховими, 77,1% — двоповерховими, 8,3
% — триповерховими, 0% — чотириповерховими, 0% — п'ятиповерховими, 0% — шестиповерховими,
0% — семиповерховими, 0% — з вісьмома та більше поверхами.

## Автопарк
| \| Автомобілі, зареєстровані у місті, за призначенням \| Автомобілі, зареєстровані у місті, за призначенням \| Автомобілі, зареєстровані у місті, за призначенням \| \| Рік \| 2006 р. \| 2005 р. \| \| -------------------------------------------------- \| -------------------------------------------------- \| -------------------------------------------------- \| \| Приватні автомобілі \| 64,7% \| 68,7% \| \| Мотоцикли \| 10,3% \| 7,5% \| \| Вантажівки \| 22,1% \| 19,4% \| \| Трактори \| 0% \| 0% \| \| Автобуси та ін. \| 2,9% \| 4,5% \| \| Усього автомобілів \| 68 шт. \| 67 шт. \| |         |         |
| Автомобілі, зареєстровані у місті, за призначенням |         |         |
| Рік | 2006 р. | 2005 р. |
| Приватні автомобілі | 64,7%   | 68,7%   |
| Мотоцикли | 10,3%   | 7,5%    |
| Вантажівки | 22,1%   | 19,4%   |
| Трактори | 0%      | 0%      |
| Автобуси та ін. | 2,9%    | 4,5%    |
| Усього автомобілів | 68 шт.  | 67 шт.  |

## Вживання каталанської мови
У 2001 р. каталанську мову у місті розуміли 100% усього населення (у 1996 р. — 100%), вміли говорити нею 100% (у 1996 р. -
100%), вміли читати 97,4% (у 1996 р. — 89,6%), вміли писати 65
% (у 1996 р. — 41,6%). Не розуміли каталанської мови 0%.

## Політичні уподобання
У виборах до Парламенту Каталонії у 2006 р. взяло участь 49 осіб (у 2003 р. — 63 особи). Голоси за політичні сили розподілилися таким чином:
| \| Вибори до Парламенту Каталонії \| Вибори до Парламенту Каталонії \| Вибори до Парламенту Каталонії \| \| Рік \| 2006 р. \| 2003 р. \| \| -------------------------------------- \| ------------------------------ \| ------------------------------ \| \| Конвергенція та Єднання (CiU) \| 67,3% \| 71,4% \| \| Соціалістична партія Каталонії (PSC) \| 6,1% \| 0% \| \| Народна партія (PP) \| 4,1% \| 3,2% \| \| Ініціатива за зелену Каталонію (IC) \| 4,1% \| 0% \| \| Республіканська лівиця Каталонії (ERC) \| 18,4% \| 25,4% \| \| Громадянська партія (C's) \| 0% \| 0% \| \| Інші \| 0% \| 0% \| |         |         |
| Вибори до Парламенту Каталонії |         |         |
| Рік | 2006 р. | 2003 р. |
| Конвергенція та Єднання (CiU) | 67,3%   | 71,4%   |
| Соціалістична партія Каталонії (PSC) | 6,1%    | 0%      |
| Народна партія (PP) | 4,1%    | 3,2%    |
| Ініціатива за зелену Каталонію (IC) | 4,1%    | 0%      |
| Республіканська лівиця Каталонії (ERC) | 18,4%   | 25,4%   |
| Громадянська партія (C's) | 0%      | 0%      |
| Інші | 0%      | 0%      |